# Henrik Kristoffersen
Henrik Kristoffersen (Lørenskog, 1994. július 2. –) kétszeres olimpiai érmes (2014, 2018), kétszeres világbajnok (2019, 2023) norvég alpesi síelő.

## Életrajza
Kristoffersen 2000-ben kezdett el aktívan síelni, amikor klubjához (Rælingen Skiklubb) csatlakozott. 2009 februárjában korosztályában megnyerte a műlesiklást, valamint az óriás-műlesiklást is a Trofeo Topolino versenyen, mely fontos nemzetközi presztízzsel bír a fiatal sízők számára. 2011 februárjában 16 évesen a European Youth Olympic Festival-on Liberec-ben sikerült megnyernie a műlesiklás és óriás-műlesiklás számokat is.
A 2012-es junior világbajnokságon Roccarasoban aranyérmes lett óriás-műlesiklásban, valamint kombinációban és műlesiklásban ezüstérmet szerzett. 
A világkupában 2012 március 12-én debütált a szlovéniai Kranjska Goraban, majd a szezon végén hazájában Norvégiában bajnoki címet sikerült szereznie műlesiklásban.
2012 novemberében élete addigi legjobb eredményét sikerült elérnie és egy 11. helyezéssel megszerezte első pontjait a világkupában. Egy évvel később ugyanitt már a harmadik helyen ért célba, majd 2014 január 28-án megszerezte első világkupa győzelmét az ausztriai Schladming-ban műlesiklásban.
2014 februárjában részt vehetett élete első olimpiáján, ahol műlesiklásban bronzérmet sikerült szereznie, amellyel ő lett a legfiatalabb alpesi síző, aki érmet szerzett az olimpiákon. Márciusban két újabb aranyérmet szerzett (műlesiklás és óriás-műlesiklás) a szlovákiai Jasnában megrendezett junior világbajnokságon.
A 2015-ös Vail/Breaver Creek-ben megrendezett vb-n negyedik lett műlesiklásban, valamint a junior vb-n sikerült megvédenie címeit óriás-műlesiklásban és műlesiklásban is. A 2015-ös méribel-i világkupa futamon megszerezte első világkupa győzelmét óriás-műlesiklásban is (előtte csak műlesiklásban tudott nyerni).
Ebben az évben már több győzelmet is szerzett a világkupában, majd a következő évben is folytatta erős formáját, aminek köszönhetően a 2016-17-es szezonban megszerezte a szakági világkupa elsőséget műlesiklásban.
Kristoffersen 2018-ban második olimpiáján vehetett részt, melyen újra érmet sikerült nyernie, miután Marcel Hirscher mögött a második helyen végzett óriás-műlesiklásban. 2019-ben a svédországi Åre-ban megrendezett alpesisí-világbajnokságon megszerezte első felnőtt világbajnoki címét óriás-műlesiklásban.
2020-ban műlesiklásban és óriás-műlesiklásban egyaránt szakági világkupát nyert.
2022-ben műlesiklásban szerzett kristálygömböt. Abban a szezonban 5 győzelmet aratott. 2022 őszén váltott át Van Deer lécekre. 
2023 januárjában  megszerezte 30. világkupa-győzelmét. 2023 februárjában világbajnoki aranyérmet szerzett műlesiklásban úgy, hogy az első futam után mindössze a 16.helyen állt.

## Világkupa-győzelmei
Szakági világkupák (4):
- Műlesiklás (SL): 2016
- Műlesiklás (SL): 2020
- Óriás-műlesiklás (GS): 2020
- Műlesiklás (SL): 2022

### Versenygyőzelmek
| Dátum              | Helyszín                            | Szakág           |
| ------------------ | ----------------------------------- | ---------------- |
| 2014. január 28.   | Schladming                          | Műlesiklás       |
| 2014. november 16. | Levi                                | Műlesiklás       |
| 2015. március 15.  | Kranjska Gora                       | Műlesiklás       |
| 2015. március 21.  | Méribel                             | Óriás-műlesiklás |
| 2015. december 13. | Val-d’Isère                         | Műlesiklás       |
| 2015. december 22. | Madonna di Campiglio                | Műlesiklás       |
| 2016. január 10.   | Adelboden                           | Műlesiklás       |
| 2016. január 17.   | Wengen                              | Műlesiklás       |
| 2016. január 24.   | Kitzbühel                           | Műlesiklás       |
| 2016. január 26.   | Schladming                          | Műlesiklás       |
| 2016. december 11. | Val-d’Isère                         | Műlesiklás       |
| 2016. december 22. | Madonna di Campiglio                | Műlesiklás       |
| 2017. január 8.    | Adelboden                           | Műlesiklás       |
| 2017. január 15.   | Wengen                              | Műlesiklás       |
| 2017. január 24.   | Schladming                          | Műlesiklás       |
| 2018. január 21.   | Kitzbühel                           | Műlesiklás       |
| 2019. február 24.  | Bansko                              | Óriás-műlesiklás |
| 2019. március 9.   | Kranjska Gora                       | Óriás-műlesiklás |
| 2019. november 24. | Levi                                | Műlesiklás       |
| 2019. december 22. | Alta Badia                          | Óriás-műlesiklás |
| 2020. január 28.   | Schladming                          | Műlesiklás       |
| 2020. december 22. | Madonna di Campiglio                | műlesiklás       |
| 2021. január31.    | Chamonix, Franciaország             | műlesiklás       |
| 2021. december 19. | Alta Badia, Olaszország             | Óriás-műlesiklás |
| 2022.február 26.   | Garmisch-Partenkirschen,Németország | műlesiklás       |
| 2022.február 27.   | Garmisch-Partenkirschen,Németország | műlesiklás       |
| 2022.március 12.   | Kranjska Gora, Szlovénia            | Óriás-műlesiklás |
| 2022.március 13.   | Kranjska Gora, Szlovénia            | Óriás-műlesiklás |
| 2023. január 4.    | Garmisch-Partenkirchen, Németország | műlesiklás       |
| 2023. január 15.   | Wengen, Svájc                       | műlesiklás       |
| 2024. december 15. | Val d'Isère, Franciaország          | műlesiklás       |
| 2025. március 1.   | Kranjska Gora, Szlovénia            | óriás-műlesiklás |
| 2025. március 2.   | Kranjska Gora, Szlovénia            | műlesiklás       |